# Port Allegany
Port Allegany is een plaats (borough) in de Amerikaanse staat Pennsylvania, en valt bestuurlijk gezien onder McKean County.

## Demografie
Bij de volkstelling in 2000 werd het aantal inwoners vastgesteld op 2355.
In 2006 is het aantal inwoners door het United States Census Bureau geschat op 2243, een daling van 112 (-4,8%).

## Geografie
Volgens het United States Census Bureau beslaat de plaats een oppervlakte van
4,7 km², geheel bestaande uit land. Port Allegany ligt op ongeveer 452 m boven zeeniveau.

## Plaatsen in de nabije omgeving
De onderstaande figuur toont nabijgelegen plaatsen in een straal van 28 km rond Port Allegany.